# Abadia de Fontenay

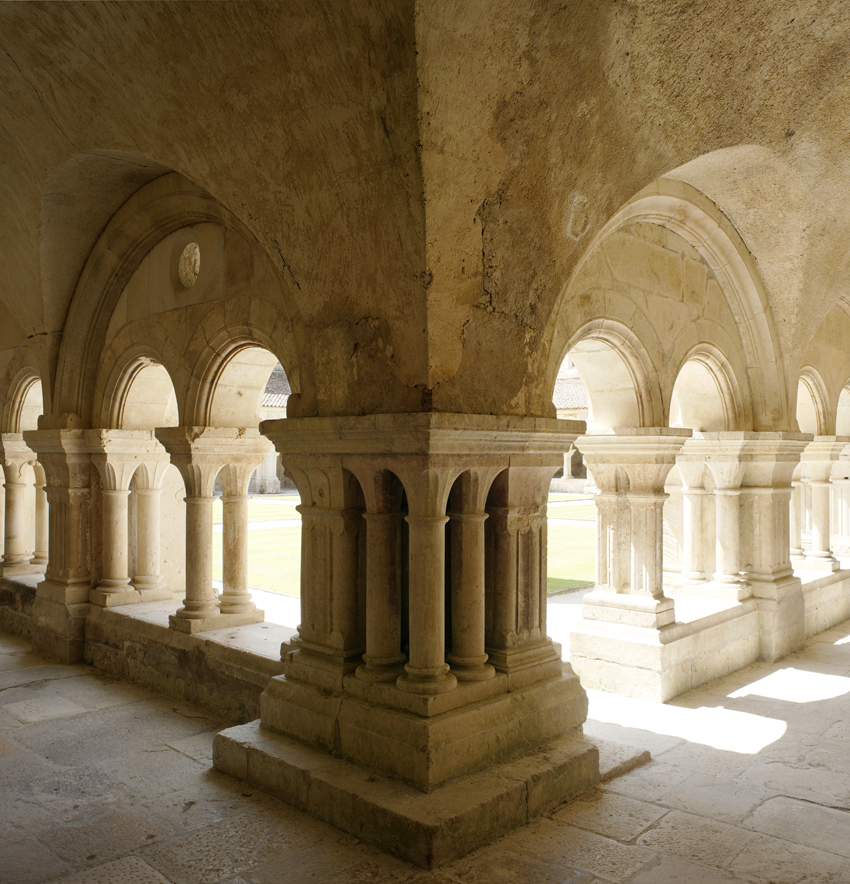
Claustro românico.

A Abadia de Fontenay é um antigo complexo monástico cisterciense localizado na Comuna francesa de Marmagne. Fundada por Bernardo de Claraval em 1119, a abadia é a melhor preservada dentre as que o célebre monge criou na Borgonha. A abadia foi construída em estilo românico e é um dos mais antigos e importantes monumentos arquitetônicos da Ordem de Cister, tendo sido classificada Patrimônio Mundial pela UNESCO em 1981. Com exceção do refeitório, já demolido, todos os edifícios monásticos estão bem preservados.

## História
A abadia foi fundada por Bernardo de Claraval em 1119 no vale de Egrevies, e sua construção iniciou-se em 1130. A igreja, um dos pontos altos do complexo, foi erigida entre 1139 e 1147 e consagrada pelo Papa Gregório VII. Sua construção foi financiada por Ebrard, bispo de Norwich, que jaz sepultado na abadia. A arquitetura da igreja reflete a severidade e simplicidade dos cistercienses: planta em cruz latina de três naves com transepto, sem torres. Os capitéis são simples, sem decoração, para não distrair os monges.
O claustro e a sala do capítulo datam também do século XII e seguem o estilo belo e despojado da igreja. O claustro românico da abadia é muito importante, considerando que os das abadias de Cister e Pontigny foram destruídos. Além destes, ainda restam da Idade Média a sala dos monges, que foi ocupada pelo scriptorium da abadia, o dormitório dos monges (com uma cobertura de madeira arqueada do século XV) e a forja, datada de finais do século XII, que constitui um dos estabelecimentos metalúrgicos mais antigos da Europa.
Ao longo dos séculos, a Abadia de Fontenay sofreu algumas perdas, como o refeitório, demolido quase totalmente em 1745. Também ganhou alguns acrescentos, como a nova Casa dos Abades, construída no século XVIII. Como consequência da Revolução Francesa, em 1791 a Abadia foi vendida a um fabricante de papel, mas em 1852 foi finalmente classificada como monumento histórico. Entre 1906 e 1911, a Abadia foi restaurada por Edouard Aynard, banqueiro de Lyon. Em 1981, a UNESCO classificou o monumento como Patrimônio Mundial.